# Muntanya Rasa (el Tec)
La Muntanya Rasa és una muntanya de 2.391,3 metres que fa de límit dels termes comunals de Prats de Molló i la Presta i el Tec, tots dos de la comarca del Vallespir, a la Catalunya del Nord.
Es troba al límit nord-occidental del terme del Tet, i al nord-oriental del de Prats de Molló i la Presta, a prop també del triterme amb Castell de Vernet, del Conflent. És al sud-est del Puig Rojà. En el seu extrem sud-est hi ha el Ras dels Anyells.